# شهرستان توپچیخینسکی
شهرستان توپچیخینسکی (به لاتین: Topchikhinsky District) یک منطقهٔ مسکونی در روسیه است که در سرزمین آلتای واقع شده‌است.